# Exochus villosus
Exochus villosus là một loài tò vò trong họ Ichneumonidae.